# Поул Свендсен
Поул Вернер Свендсен (дан. Poul Verner Svendsen; Копенхаген, 21. април 1927) био је дански веслачки репрезентативац, члан Веслачког клуба Фредериксверк из Фредериксберга. Најчешће је веслао у двојцу са кормиларом.
На Летњим олимпијским играма 1952. у Хелсинкију учествовао је у посади двојца са кориларом. Освојили су бронзану медаљу иза двојаца Француске и Западне Немачке. Дански двојац је веслао у саставу: Свенд Петерсен, Поул Свендсен и кормилар Јерген Францен.